# Kateřina Netolická
Kateřina Netolická (1º de novembro de 1988 — Litvínov, República Tcheca, c. 9 de novembro de 2014) foi uma modelo, manequim. e lutadora de kickboxing tcheca na categoria de K-1.

## Biografia
Katerina Netolicka, iniciou carreira de modelo no início da adolescência, no início dos anos 2000. Atraia atenção dos organizadores dos modelos por ter olhos azuis e face de adolescente.
Em 2004, ganhou o "top model do novo milênio". Graças a esse prêmio, permitiu conquistar novos negócios, ao começar a trabalhar internacionalmente como modelo em desfiles de moda.
Com isso, ela apareceu nas revistas Elle e Harper Bazaar, onde atraiu atenção da H&M, onde disparou uma série de imagens.
Após aparecer em três revistas, atraiu atenção Prada e depois para L'Oréal, para serem capas dessas revistas.
Graças as revistas, torna-se atraente garota de capa e teve seu rosto estampado em dezenas de revistas internacionais, principalmente na Europa, incluindo Elle, Harper Bazaar, H&M e L'Oréal sob contrato.
Em 2009, começou a namorar com jogador de hóquei no gelo sueco Jakub Petruzalek, cuja relação foi rompida em 2014, mas reataram em seguida.
Em 2014, iniciou carreira esportiva como kickboxing que no início de outubro, tornou-se o campeã do torneio de Praga, na República Checa na categoria de K-1, com possibilidade de participar nos Jogos Olímpicos de 2016 do Rio de Janeiro, no Brasil.

## Morte
No domingo, dia 9 de novembro, pouco mais de uma semana depois de completar 26 anos, Katerina foi encontrada morta na banheira pelo irmão de sua casa em Litvinov, na República Checa, inclusive os dois cães que a criara, que estavam em início estado de decomposição. O irmão tentava por quase uma semana, encontrar com a irmã, depois de não obter resposta a várias tentativas de contacto por telefone e e-mail.
O namorado se encontrava na Rússia numa viagem de trabalho quando o corpo da namorada foi descoberto e deixou o país assim que foi informado da morte e acompanhar o caso.
As autoridades tchecas investigam as causas da morte da modelo, pois suspeita-se que Katerina tenha morrido antes do dia 9, pois ela tenha matado os cães e cometido suicídio ou ter sido vítima do homicídio.
No entanto, segundo a imprensa, Katerina enfrentava depressão, conforme a publicação do jornal britânico Daily Mail, baseando da fonte que pediu não ser identificada, em que garante ter vivido com a modelo por sete anos e afirma que ela passava por depressão e tinha tendência para a autoflagelação. "Às vezes agia como se duas pessoas diferentes vivessem dentro dela. Num minuto estava muito feliz, quase em êxtase, depois já estava deprimida e mutilava-se.", disse.
Uma semana depois da morte, as autoridades chegaram a investigar a conduta do irmão no caso, pois demorou comunicar desaparecimento e ter voltado na residência da irmã antes de chamar a polícia, inclusive colaborar pouco para esclarecer sobre a morte da irmã, que após encontrar não chamou emergência para que os médicos prossigam com retirada do corpo. O irmão admitiu ter ido para residência da irmã várias vezes, mas estava trancada, mas sentiu leve cheiro de gás antes de resolver entrar. Em razão disso, o portal tcheco iDNES afirma que ela e seus cães tenham morrido por intoxicação por esquentador d'água.